# Bulbophyllum fimbriatum
Bulbophyllum fimbriatum là một loài phong lan thuộc chi Bulbophyllum.